# Valorická daň
Valorická daň (z latinského ad valorem „podle ceny; podle hodnoty“) je daň, jejíž výše je založená na hodnotě transakce nebo majetku.  U výrobků se vypočítává jako procento z ceny výrobku, a to buď ceny výrobní, nebo maloobchodní. Valorická daň se obvykle ukládá v době transakce, jako je v případě daně z prodeje nebo daně z přidané hodnoty. Valorická daň může být také uložena každoročně, jako například v případě daně z nemovitosti.

## Jak funguje valorická daň
V latině má ad valorem význam „podle ceny“ nebo „podle hodnoty“. Všechny valorické daně jsou vybírány na základě stanovené hodnoty položky, která je zdaněna. Při nejběžnější aplikaci valorické daně, kterou je daň z nemovitosti, jsou nemovitosti vlastníků nemovitostí pravidelně hodnoceny veřejným daňovým odhadcem za účelem stanovení jejich aktuální hodnoty.
V případě spotřební daně, například u cigaret, se valorická daň vypočítává jako procento z ceny výrobku, a to buď z ceny výrobní, nebo z ceny maloobchodní. Druhou možnou daní je daň specifická. To je daň, která se vypočítává za určité množství výrobků. Při použití tohoto typu daně tedy platí stejná daň pro levnější i dražší typy cigaret. Na druhou stranu při použití valorické daně bude vyšší daň u dražších cigaret a menší daň u levnějších cigaret. Zejména v zemích s vyššími příjmy se ovšem často uplatňují smíšené modely těchto dvou daní.

### Výběr valorických daní
Správu a výběr daní vykonávají finanční úřady a finanční ředitelství, soustava celních orgánů a valorické majetkové daně jsou obvykle hlavním, ne-li hlavním zdrojem příjmů jak pro státní správu, tak pro samosprávy.

### Určení výše daní
Obecně od 1. ledna každého roku se počítají daňové výměry pro účely stanovení valorických daní. Valorická daň jako procento z hodnoty posuzované nemovitosti, což je obvykle reálná tržní hodnota nemovitosti. Spravedlivá tržní cena se vztahuje k odhadované prodejní ceně nemovitosti. Předpokládá se, že kupující i prodávající mají ochotu obchodovat a obě strany rozumějí všem relevantním skutečnostem o nemovitosti a obě strany nejsou nuceni transakci dokončit.

## Příklady valorických daní[4]
Existují různé valorické daně, které jsou založeny na vlastnictví skutečných aktiv (například daň z nemovitosti), případně se může jednat o daně z transakcí (například daň z prodeje).

### Daň z nemovitých věcí
Daň z nemovitých věcí je jedna z valorických majetkových daní. Tato daň je každoročně použita ke zdanění vlastnictví nemovitých věcí. Hlavním příjemcem těchto daní jsou obce, pro které se jedná o velkou část jejich rozpočtu. Správu této daně zajišťuje stát prostřednictvím finančních úřadů.
Jsou dva druhy daní z nemovitých věcí. Prvním druhem je daň z pozemků, druhým potom daň ze staveb a jednotek. Každá z uvedených daní je nezávislá a stanovuje se samostatně.

### Daň z přidané hodnoty
Daň z přidané hodnoty (DPH) je jedna z nejdůležitějších valorických daní a zároveň je jedna z nejdůležitějších příjmů státního rozpočtu. Touto daní je daněna většina zboží a služeb, proto se jí také někdy říká univerzální daň. DPH je nepřímá daň. To znamená, že daň je vybírána od jiného subjektu než od osoby, která ve skutečnosti nese náklady na daň. Kvůli tomu nejsou daněny vývozy do zahraničí, aby se zabránilo dvojímu zdanění.